# SSG 81 Erlangen
Die SSG 81 Erlangen ist einer der erfolgreichsten deutschen Startgemeinschaften für Schwimmsport.
Die Schwimmsportgemeinschaft (SSG) Erlangen wurde 1981 aus dem Schwimmverein Erlangen und den Schwimmabteilungen der Sportgemeinschaft Siemens Erlangen sowie des Turnerbundes 1888 Erlangen gebildet. Im Jahr 2014 schied die Schwimmabteilung des Turnerbundes aus der Gemeinschaft aus. Fortan besteht die Gemeinschaft aus dem Schwimmverein Erlangen e. V. (SVE) sowie der Sportgemeinschaft Siemens Erlangen Schwimmen e. V. (SGS).
Die Mitgliederzahl liegt bei etwa 1000 aktiven Mitgliedern, davon ca. 500 Kinder und Jugendliche. Es wird im Verein ausschließlich Schwimmsport betrieben. Die Damenmannschaft schwamm in der 1. Bundesliga Schwimmen regelmäßig um die deutsche Meisterschaft mit (2004 Rang zwei, 2005 Rang drei, 2006 Rang zwei und 2007 Rang zwei), die Herrenmannschaft startete ebenfalls in der 2. Bundesliga Schwimmen. Das Training wird in der Hannah-Stockbauer-Halle abgehalten, dabei trainieren die Top-Athleten um 25 Stunden in der Woche.
Im Nachwuchsbereich wird ebenfalls hart trainiert, aber auch viel Wert auf die Pflege der Gemeinschaft innerhalb der Jugendgruppen gelegt, d. h., es werden sehr viele gemeinschaftliche Jugendfreizeiten, Trainingsfreizeiten und Aktivitäten außerhalb des Beckens angeboten.
In den Schwimmkursen für Kinder ab 3. Jahren wird der Grundstein gelegt für alle späteren Aktivitäten und Erfolge.

## Bekannte Schwimmer
Für die SSG Erlangen starteten Spitzenschwimmerinnen wie die Europameisterin Teresa Rohmann und die Staffel-Weltrekordlerin Daniela Götz. Dazu kommen zahlreiche Nachwuchstalente, wie Franziska Prade und Elisabeth Krüger die in ihren Jahrgängen in der deutschen Spitze schwimmen. Beispielsweise war die SSG 81 Erlangen bei den Bayerischen Jahrgangsmeisterschaften 2006 in Aschaffenburg von den 89 startenden Vereinen mit 39 Titeln die bei weitem erfolgreichste Mannschaft.
Die bekannteste nicht mehr aktive Schwimmerin Erlangens ist die fünffache Weltmeisterin Hannah Stockbauer; sie beendete ihre Karriere im Oktober 2005.
Der Behindertensportler Josia Topf startet aus sportpolitischen Gründen als Mitglieds des Schwimmvereins Erlangen.